# Валхала (Јужна Каролина)
Валхала (енгл. Walhalla) град је у америчкој савезној држави Јужна Каролина.

## Демографија
По попису из 2010. године број становника је 4.263, што је 462 (12,2%) становника више него 2000. године.
| Група             | 2000.         | 2010.         |
| Белци             | 2.904 (76,4%) | 2.935 (68,8%) |
| Афроамериканци    | 263 (6,9%)    | 255 (6,0%)    |
| Азијати           | 12 (0,3%)     | 34 (0,8%)     |
| Хиспаноамериканци | 584 (15,4%)   | 961 (22,5%)   |
| Укупно            | 3.801         | 4.263         |